# Il poverello di Assisi
Il poverello di Assisi è un film muto italiano del 1911 sulla vita di Francesco d'Assisi diretto da Enrico Guazzoni ed è stato il primo film sulla vita del santo di Assisi. Il film fu realizzato in occasione dell'Esposizione Internazionale di Torino, e fu girato ad Assisi